# Hillsands kapell
Hillsands kapell är en före detta kyrkobyggnad i Strömsunds kommun, och var en församlingskyrka i Ström-Alanäs församling, Härnösands stift.
Kapellet ligger i byn Hillsand vid Ströms Vattudal, omkring fem mil nordväst om Strömsund. 
Hillsands kapell byggdes 1930–1931 av EFS som en del av anläggningen Fridsbergs barnhem, men skänktes till Ströms församling 1956. Kapellet avhelgades 2016, och såldes till en privatperson 2018.

## Byggnaden
Kapellet är byggt i trä och är rektangulärt, med utbyggnader för sakristia och kapprum, samt i väster för kyrktornet   som även utgör entré. Väggarna är klädda med stående träpanel. Yttertaket är plåtbelagt. Innertaket är svagt välvt samt klätt med vitmålad träpanel.

## Inventarier
Altartavlan är målad av konstnären Folke Hoving och har motivet "Låten barnen komma till mig". Konstnären Paul Jonze har svarat för övriga vägg- och ornamentsmålningar.